# The Hunger Artist
The Hunger Artist ist ein Musikalbum von Anthony Pirog. Die wohl um 2023 entstandenen Aufnahmen erschienen am 17. Mai 2024 auf dem Label Otherly Love.

## Hintergrund
Der Gitarrist Anthony Pirog hatte zuvor neben anderen Projekten und Session-Arbeiten mit der Cellistin (und Multiinstrumentalistin) Janel Leppin im Duo Janel & Anthony und mit der Band The Messthetics gearbeitet. Neben Leppin besteht die Kerngruppe aus dem Altsaxophonisten Jarrett Gilgore, dem Bassisten Luke Stewart und dem Schlagzeuger Jason Nazary. Hinzu kam bei dem Titelstück die Trompete von Rob Mazurek, begleitet von einem großen Orchester und unterstützt durch die Live-Elektroniker Chris Videll und Chester Hawkins.

## Titelliste
- Anthony Pirog: The Hunger Artist (Otherly LoveRecords – OLR005)[1]

1. The Hunger Artist 17:57
2. Bleed 16:17

Die Kompositionen stammen von Anthony Pirog.

## Rezeption

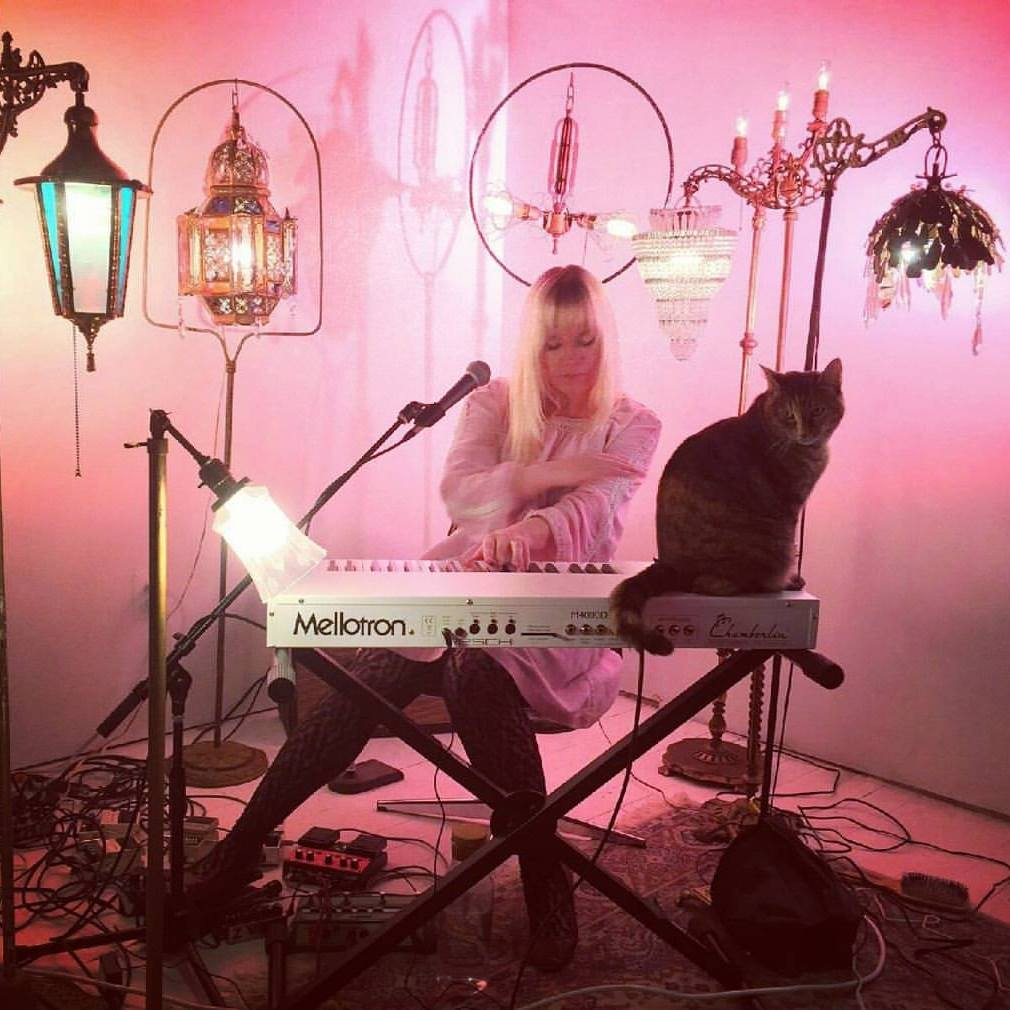
Janel Leppin (2016)

Nach Ansicht von Glenn Astarita, der das Album in All About Jazz rezensierte, ist Anthony Pirogs „The Hunger Artist“ ein weitläufiges, kühnes Werk, das sich einer einfachen Kategorisierung entziehe. Diese klangliche Kollision von Jazz, Rockmusik und experimenteller Musik sei eine halbchaotische Schönheit, die den abenteuerlustigen Zuhörer mit ihrer schieren Unvorhersehbarkeit belohne. Pirog, ein Gitarren-Alchemist, der für seine grenzüberschreitende Kunstfertigkeit bekannt sei, würde ein faszinierendes Werk abliefern, das eine Reise durch den Spiegel des Klangs sei. Das Titelstück sei eine grandiose und fast rituelle Klanglandschaft, die sich zu einem hypnotischen Crescendo steigern würde, wie ein östliches Mantra für klanglich Experimentierfreudige. Im krassen Gegensatz dazu sei „Bleed“ ein freier Strudel roher Energie, ein wildes und ungezähmtes Biest, das einen durchschnittlichen Thrash-Metal-Song wie ein Schlaflied klingen lasse.

## Weitere Besetzung
Beim Titelstück wirkten außerdem folgende Musiker mit: Evan Herring – Altsaxophon, Daniel Barbiero – Kontrabass, Heidi Littman – Waldhorn, Curt Seiss – Harmonium, William Pattie – Posaune, Ryan Jordan – Trompete, Nathan Lincoln-DeCusatis – Piano, Mike Castor – Vibraphon, Bobby Muncy – Tenorsaxophon, Heather MacArthur – Violine, Paolo Valladolid – Bratsche, Mark Sylvester – Mandoline, Chris DeChiara – Glockenspiel, Gene D'Andrea – Akkordeon, Kevin Pace – Kontrabass, Jon Steele – Kontrabass, Chris Videll – Drohnenlabor, Casio SK1, Mike Reina – Synthesizer, Chester Hawkins – Sleepdrone 5, Glamour Box, Erin Flyn – Viola, Kirsten Warfield – Posaune, Jocelyn Frank – Oboe.